# Hetaeria callosa
Hetaeria callosa är en orkidéart som först beskrevs av Johannes Jacobus Smith, och fick sitt nu gällande namn av Paul Ormerod. Hetaeria callosa ingår i släktet Hetaeria och familjen orkidéer. Inga underarter finns listade i Catalogue of Life.